# Duncan Sommerville
Duncan Sommerville   (Beawar, 24 de novembre de 1879 - Wellington, 31 de gener de 1934) va ser un matemàtic i astrònom escocès que va viure a Nova Zelanda.

## Vida i Obra
Tot i haver nascut a l'Índia, on el seu pare era pastor metodista, va retornar a Escòcia de menut i va fer els seus estudis secundaris a la Perth Academy i els universitaris a la universitat de St Andrews, en la qual es va graduar el 1900. El 1905 va obtenir el títol de doctor en matemàtiques, amb una tesi sobre geometria combinatòria.
Des de 1902 fins a 1914 va ser professor a la universitat de St. Andrews fins que el 1915 va ser nomenat professor de la universitat Victòria de Wellington (Nova Zelanda), en la qual va romandre fins a la seva mort el 1934. Va ser un dels fundadors de la Societat Astronòmica de Nova Zelanda i el seu primer secretari.
Sommerville és autor de cinc llibres de geometria: dos sobre geometria no euclidiana (1911 i 1914), un sobre còniques (1924), un sobre geometria n-dimensional (1929) i un sobre geometria tridimensional (1934). D'especial interès és el primer de ells que és un compendi de bibliografia en el que ressenya més de 2000 obres sobre les paral·leles i la geometria no euclidiana des dels seus orígens fins a 1910.
També és recordat per haver demostrat el 1927 que les equacions de Dehn de 1905 sobre les relacions lineals dins d'un polítop s'acompleixen en qualsevol nombre de dimensions; Dehn només ho havia demostrat fins a la cinquena dimensió.